# Simi Garewal

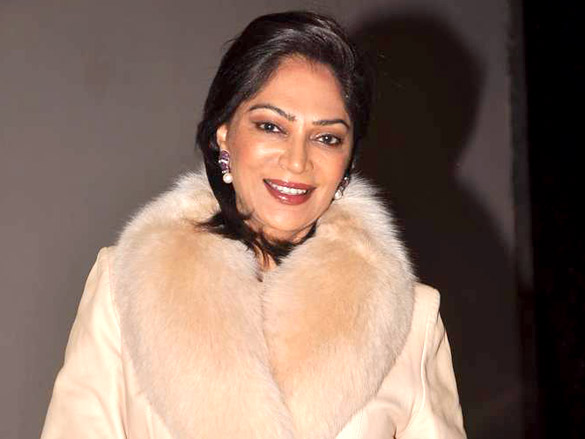
Simi Garewal

Simi Garewal (* 17. Oktober 1947) ist eine indische Filmschauspielerin und Fernsehmoderatorin.

## Leben
Geboren in eine Sikh-Familie in Indien, wuchs sie in England auf. Als Teenager kam sie kaum Hindi sprechend nach Indien zurück, um Schauspielerin zu werden. Ihr Filmdebüt hatte sie 1962 in einem Film von Mehboob Khan. In den 1960er und 1970er Jahren spielte sie in Hindi-Filmen und gewann dabei zweimal, 1966 und 1968 einen Filmfare Award als Beste Nebendarstellerin. Sie arbeitete mit Indiens führenden Regisseuren, darunter Raj Kapoor (Mera Naam Joker, 1970), Satyajit Ray (Aranyer Din Ratri, 1970), Khwaja Ahmad Abbas (Do Boon Pani, 1971) und Yash Chopra (Kabhi Kabhie, 1976). Sie trat in der Hermann-Hesse-Verfilmung Siddhartha (1972) neben Shashi Kapoor als Kurtisane Kamala auf. Ihr Schauspielstil war zurückhaltend und sie verkörperte kühle, elegante Frauen. Sie trat nicht in den sonst üblichen Tanzszenen auf.
In den 1980er Jahren beendete Simi Garewal ihre Filmkarriere und wendete sich dem Schreiben und der Filmproduktion zu. Sie hat eine eigene Produktionsfirma, Siga Arts International, mit der sie durch ihre Rajiv-Gandhi-Dokumentation India's Rajiv landesweit Beachtung erlangte. Neben ihrem Hindi-Spielfilm Rukhsat (1988) produzierte sie auch Fernsehwerbung. Seit 1999 moderiert sie für STAR TV die Fernsehsendung Rendezvous with Simi Garewal, in der sie Filmstars und andere indische Prominenz interviewt.
Durch ihre eleganten Auftritte in Film und Fernsehen in häufig weißer Kleidung hat sie sich einen Namen als 'The Woman In White' erworben.

## Filmografie (Auswahl)
- 1962: Son of India
- 1962: Tarzan erobert Indien
- 1966: Do Badan
- 1968: Saathi
- 1968: Aadmi
- 1970: Mera Naam Joker
- 1970: Aranyer Din Ratri
- 1971: Zwei Tropfen Wasser (Do Boon Pani)
- 1971: Andaz
- 1972: Siddhartha
- 1972: Anokhi Pehchan
- 1973: Padatik
- 1973: Namak Haraam
- 1976: Chalte Chalte
- 1976: Kabhi Kabhie
- 1980: Karz